# Nothing but the Truth, une vérité sud-africaine
Pour plus de détails, voir Fiche technique et Distribution.
Nothing but the Truth, une vérité sud-africaine (Nothing but the Truth) est un film sud africain de 2008. Le film est adapté d'une pièce de théâtre très populaire à Johannesburg, écrite et interprétée par l'acteur et réalisateur John Kani,. 
Le film a été projeté au Festival international du film de Durban en 2008.

## Synopsis
À New Brighton, en Afrique du Sud, le bibliothécaire de 63 ans Sipho Makhaya s'apprête à recevoir le corps de son frère Themba, récemment décédé en exil à Londres et héros du mouvement anti-apartheid. Rien que la vérité étudie le contraste entre les Noirs qui sont restés en Afrique du Sud et ont risqué leur vie pour mener la lutte contre l'apartheid et ceux qui sont revenus victorieusement après avoir vécu en exil.

## Fiche technique
- Titre français : Nothing but the Truth, une vérité sud-africaine
- Titre original : Nothing but the Truth[4]
- Réalisation et  Scénario  : John Kani
- Décors : Mark Wilby
- Photographie : Jimmy Robb, Marius van Graan
- Montage : Megan Gill, Jackie le Cordeur
- Son :
- Musique :
- Coproduction : Olivier Delahaye
- Attaché de presse (film) : François Vila
- Pays d'origine :  Afrique du Sud
- Langue : français
- Genre : Comédie dramatique
- Durée : 75 minutes
- Dates de sortie :
  - Afrique du Sud : 2008
  - France : 5 mai 2010

## Récompenses
- Écrans Noirs (Yaoundé) 2009
- FESPACO (Ouagadougou) 2009
- Festival de Cine de Harare 2009